# Кристин Крук
Кристин Лора Крук (енгл. Kristin Laura Kreuk; Ванкувер, 30. децембар 1982) канадска је глумица и продуценткиња. Дебитовала је у тинејџерској драми Еџмонт, а постала је најпознатија по улогама Лане Ланг у телевизијској серији Смолвил  (2001–2011)., такође као Кетрин Чендлер у научно-фантастичној серији Лепотица и Звер (2012–2016) и као Џоана Хенли у правној драмској серији Бреме истине (2018–2021).
Такође је глумила у филмовима као што су Снежана: Најлепша од свих (2001), Улични борац: Легенда о Чан-Ли (2009) и Екстаза Ирвина Велша (2011).

## Младост
Кристин Крук је рођена у Ванкуверу, Британска Колумбија, у породици Диане Че и Питера Крука, двоје пејзажних архитеката. Њен отац је холандског порекла. Њена мајка је кинеског порекла, рођена у Индонезији; њена бака по мајци била је Кинескиња са Јамајке. Њена мајка и бака живеле су у Сингапуру и на Соломоновим острвима пре него што су се населиле у Ванкуверу. Има млађу сестру, Жистин Крук.
Кристин је тренирала карате и гимнастику и такмичила се на националном нивоу све до средње школе, али је престала у 11. разреду због сколиозе. Крукова је планирала да студира форензичку науку или психологију на Универзитету Сајмон Фрејзер и била је изненађена када ју је директор кастинга за телевизијску серију Еџмонт контактирао у средњој школи.

## Каријера

### Телевизија
Након снимања прве сезоне Еџмонта (тинејџерске сапунице смештене у средњу школу у околини Ванкувера) и добијања агента, Крукова је добила главну улогу Снежане у ТВ филму, Снежана: Најлепша од свих, који емитовано на станици ABC, а касније објављено на ДВД-у, 2002. Средином 2004. Крук је преузео улогу Тенаре за дводелну минисерију Earthsea на Сaj-фaj ченелу. Минисерија је снимљена у Ванкуверу у режији Роберта Либермана и емитована 13. децембра 2004.
После Снежане, Крукин агент је послао касету за аудицију сценаристима Алфреду Гофу и Мајлсу Мајлару, који су у то време састављали глумачку екипу за емисију коју су креирали за WB Network (сада The CW) под називом Смолвил. Серија, која је требало да се снима у Ванкуверу, врти се око живота тинејџера Кларка Кента пре него што постане Супермен. Гоф и Мајлар су позвали Крукову у студиo WB у Бeрбанку у Калифорнији на аудицију за улогу прве љубави Кларка Кента, Лане Ланг, и она је касније добила улогу. Неко време, Креук је глумила и у Смoлвилу и Еџмонту, иако се њена улога у Еџмонту временом мало смањила. Еџмонт је завршио са емитовање 2005. После седам сезона, Крук је напустила Смолвил почетком 2008. године, када њен лик напушта град. Вратила се као гостујућа звезда у 8. сезони серије у пет епизода да би закључила причу о Лани Ланг.

## Приватан живот
У новембру 2017, Крук и њена колегиница из Смолвила, Алисон Мак, били су повезани са мрежном маркетиншком организацијом и сектом познатом као NXIVM, коју је основао Кит Ранијер. У марту 2018, након Ранијеровог хапшења, Крукова је на свом Твитер налогу открила да се придружила NXIVM-у верујући да је то група за „самопомоћ“, али ју је напустила 2013. и да није била сведок било каквих незаконитих или подлих активности током свог чланства у групи. Њену изјаву је потврдила глумица Сара Едмондсон, која је учествовала у разоткривању активности NXIVM-а.

## Филмографија
| Улоге      |                                |                      |                                |                                                 |
| Година     | Српски назив                   | Изворни назив        | Улога                          | Напомена                                        |
| 2000-е     |                                |                      |                                |                                                 |
| 2001.      | —                              |                      | Џина (глас)                    | ТВ серија, 1 еп.                                |
| 2001.      | —                              |                      | Снежана                        |                                                 |
| 2001—2005. | Еџмонт                         |                      | Лорел Јунг                     | ТВ серија, главна улога                         |
| 2001—2009. | Смолвил                        |                      | Лана Ланг                      | ТВ серија, главна улога, 154 еп.                |
| 2001—2009. | Смолвил                        | Луиз Макалум         | 1 еп.                          |                                                 |
| 2001—2009. | Смолвил                        | Маргарет Изобел Торо | 3 еп.                          |                                                 |
| 2004.      | Бруцоши у Европи               |                      | Фиона                          |                                                 |
| 2005.      | —                              |                      | Тенар                          | мини-серија                                     |
| 2006.      | —                              |                      | принцеза                       | кратки филм                                     |
| 2007.      | Растанак                       |                      | Насим Кан                      |                                                 |
| 2009.      | Улични борац: Легенда о Чун Ли |                      | Чун Ли                         |                                                 |
| 2010-е     |                                |                      |                                |                                                 |
| 2010.      | Бен Хур                        |                      | Тирза                          | мини-серија                                     |
| 2010.      | Чак                            |                      | Хана                           | ТВ серија, 4 еп.                                |
| 2011.      | Вампир                         |                      | Марија Лукас                   |                                                 |
| 2011.      | Екстаза                        |                      | Хедер Томпсон                  |                                                 |
| 2012.      | Свемирски милкшејк             |                      | Тилда                          | такође и извршна продуценткиња                  |
| 2012—2016. | Лепотица и звер                |                      | Кетрин Чандлер                 | ТВ серија, главна улога и продуценткиња         |
| 2015.      | —                              |                      | Облина / Кетрин Чандлер (глас) | ТВ серија, 1 еп.                                |
| 2017.      | Емисар                         |                      | емисар                         | кратки филм                                     |
| 2018—2021. | Бреме истине                   |                      | Џоана Хенли                    | ТВ серија, главна улога и извршна продуценткиња |
| 2020-е     |                                |                      |                                |                                                 |
| 2021.      | —                              |                      | Сара Вивинг                    | ТВ серија, 3 еп.                                |
| 2022.      | —                              |                      | Чарли                          | ТВ серија                                       |